# Tué à l'ennemi
Pour les articles homonymes, voir KIA.

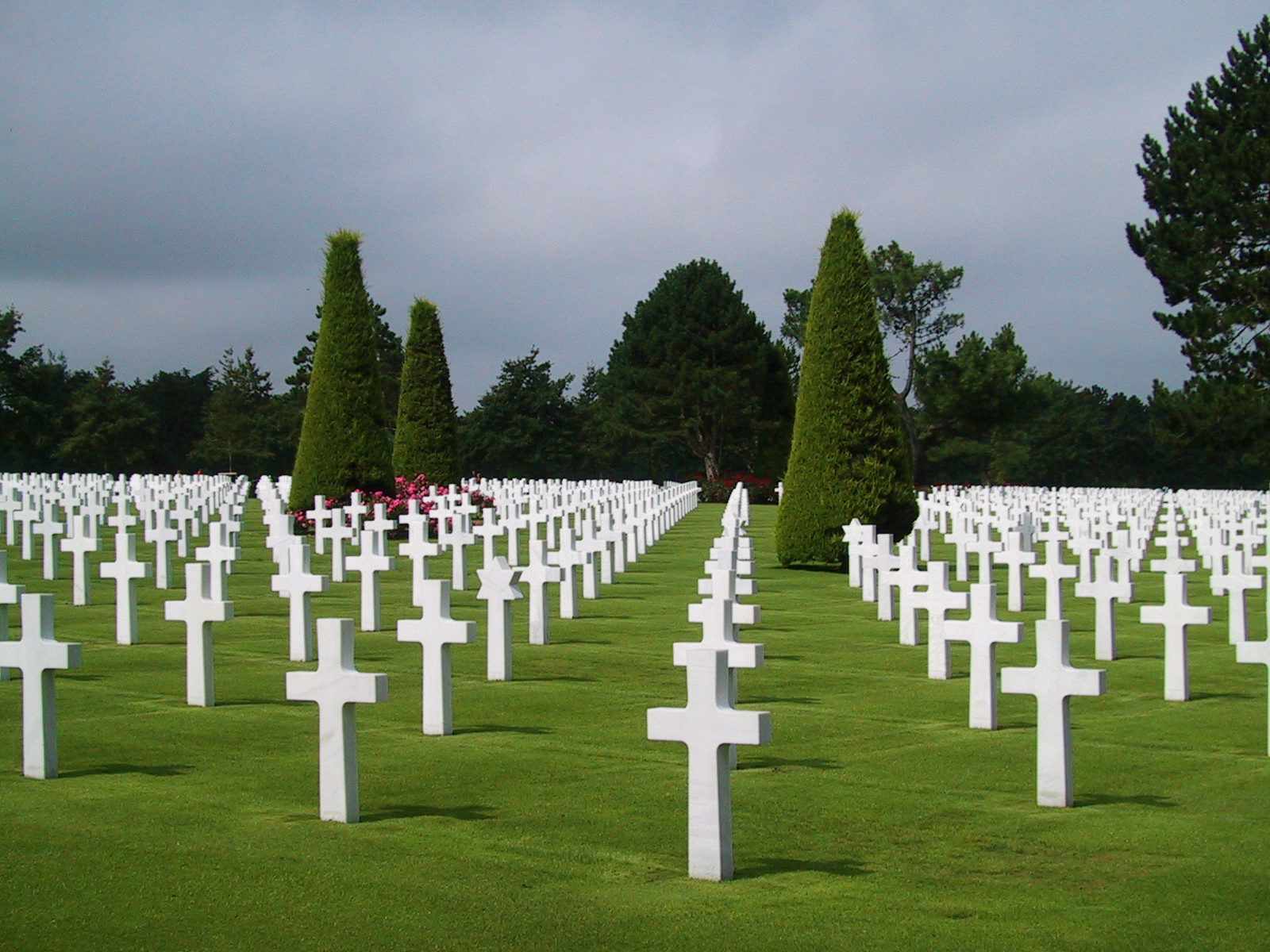
Le cimetière américain de Colleville-sur-Mer, près de Colleville-sur-Mer en Normandie, France.

Les expressions « tué à l'ennemi » ou « mort au combat » sont utilisées dans les documents administratifs pour décrire les pertes subies au combat par leurs forces et provoquées par des forces hostiles.

## France
En France, l'expression « tué à l'ennemi » se retrouve sur les fiches élaborées au lendemain de la Première Guerre mondiale par l'administration des anciens combattants et aujourd'hui conservées par la Direction de la mémoire, du patrimoine et des archives et le service historique de la Défense du ministère des Armées. Ces fiches sont accessibles notamment via le site mémoire des hommes. Pour qu'un combattant soit déclaré mort, il faut que deux témoins reviennent de l'attaque pour l'attester, sans quoi il est déclaré « disparu ».
Les avis émanant du ministère de la Guerre sont transmis au maire de la commune de résidence du défunt. Le maire en avise la famille personnellement (ou en déléguant cette démarche à son représentant ou à la gendarmerie) que le soldat a demandé de prévenir. L'avis est également signifié aux autorités militaires qui tiennent le registre matricule. À partir de là, la mairie peut établir l'acte de décès, ce qui permet à la famille d'ouvrir la succession.
L'expression « tué à l'ennemi » est étendue par la suite à d'autres conflits.